# 林業労働者国民連合・ガボン連合
林業労働者国民連合・ガボン連合（りんぎょうろうどうしゃこくみんれんごう・ガボンれんごう、フランス語: Rassemblement national des Bûcherons - Rassemblement pour le Gabon、略称:RNB-RPG、英語: National Woodcutters' Rally – Rally for Gabon）は、ガボンの政党。1991年ポール・ムバ・アブソーレ神父によって「林業労働者国民連合」として結成された。ポール・ムバ・アブソーレ党首は1991年から1998年までその地位にあった。
党は2つの派閥が存在している。1998年7月、ピエール＝アンドレ・コンビラが分派「林業労働者国民連合・民主主義者」（フランス語: Rassemblement national des Bûcherons - Démocratique、英語: National Woodcutters' Rally – Rally for Gabon）を創設したときに分裂が起きた。主流派はムバ・アブソーレが引き続き指導し、「林業労働者国民連合・ガボン連合」を名乗った。RNB-RPGはRNB-Dと比べ選挙戦でも一定の得票を維持し、国政選挙でも主要政党として残った。
2001年12月9日の総選挙では下院国民議会で8議席を得た。2006年12月17日から12月24日に行われた総選挙でも、8議席を維持した。
1990年代、RNBはオマール・ボンゴ・オンディンバ大統領に対する主要な野党であった。1993年大統領選挙ではムバ・アブソーレ党首が立候補した。しかし、その後、RNB-
RPG、RNB-Dの双方とも、ボンゴ政権の与党陣営に加わり、2002年から2009年までムバ・アブソーレは閣内に入った。